# Хаггинс, Присцилла
Присцилла Хаггинс Ортис (англ. Priscilla Huggins Ortiz, род. 26 октября 1993, Сан-Хуан) — пуэрто-риканская модель. Лауреат премии Playboy Playmate of the Month (июль 2020).

## Биография
Родилась 26 октября 1993 года в Сан-Хуане, Пуэрто-Рико. Отец — американец Джон Хаггинс, мать — пуэрториканка Марица Ортис. Во время учёбы в школе Робинсона и Флоридском международном университете, Присцилла профессионально занималась волейболом, баскетболом и прыжками в высоту.
После окончания университета начала карьеру модели. Снималась для журналов Playboy, Maxim, Sports Illustrated; брендов Oh La La Cheri, Guess и других.
Присцилла постоянная участница ежегодного скандального модного проекта The Black Tape Project, в рамках которого модели участвуют в показах лишь в купальниках из клейкой ленты и скотча.
Снималась в клипах Sage the Gemini и Nick Jonas «Good Thing» (2015); Maluma «Felices los 4» (2017); Scott Storch, Ozuna и Tyga «Fuego Del Calor» (2020); Tommy Torres «Demasiado Amor» (2021).

## Фильмография
- 2022 — Парни под прикрытием / Panama — Изабелла
- 2023 — Дом моделей / Model House — Карла